# Mohamed Kendaoui
Mohamed Seifallah Kendaoui (23 aprile 1998) è un canoista tunisino.

## Biografia
Ai Giochi panafricani di Rabat 2019, in coppia col connazionale Ghailene Khattali, ha vinto il bronzo nel C-2 200 metri e nel C2 1000 metri.

## Palmarès
- Giochi panafricani

Rabat 2019: bronzo C-2 200 metri; bronzo nel C-2 1000 metri;